# Bruno Bianchi (atleta)
Bruno Bianchi (Genova, 8 febbraio 1939) è un ex velocista italiano, specializzato nei 400 metri piani.

## Biografia
Ha iniziato a gareggiare nel 1958 nella società Cristoforo Colombo (GE), passando poi al G.S. Cornigliano (GE) quindi all'Italsider (GE), alle Fiamme Oro, alla SNIA Milano e concludendo la carriera a 43 anni nel Cus Genova.
Nel 1964 prese parte ai Giochi olimpici di Tokyo nella staffetta 4×400 metri, ma la sua squadra non riuscì a superare le batterie di qualificazione. Nel 1965 fu medaglia d'oro, sempre nella staffetta, alle Universiadi di Budapest, mentre nel 1966 fu medaglia d'argento nella staffetta svedese ai Giochi europei indoor 1966 con Ippolito Giani, Sergio Ottolina e Sergio Bello.
Dal 1964 al 1968 ha contribuito, come staffettista della 4×400 azzurra (varie formazioni), al miglioramento per tre volte del record italiano portandolo da 3'07"7 a 3'05"8.
Ha inoltre contribuito a stabilire il record italiano per club della 4x200 con Calvo, Ennio Preatoni e Sergio Bello, a migliorare per due volte il record italiano nella 4x400 per formazioni di club ed ha stabilito e i record italiani assoluti indoor sui 200 e 400 m.
Ha partecipato alla Coppa Europa nel 1965 e nel 1967 nonché agli Europei del 1966.
Nel 1978 prese parte ai Campionati europei master vincendo i 100 m M35 con il tempo di 11"65 e i 200 m M35 in 23"35. Nel 1979 ad Hannover, Germania, vinse il titolo mondiale master M40 dei 400 m con il tempo di 49"57 (primato mondiale di categoria) e si classifico 3º nei 200 m con il tempo di 22"62.
L'anno successivo prese parte ai Campionati europei master ad Helsinki vincendo i 400 m M40 in 50"22 e i 200 m M40 in 22"99. Bianchi ha anche vinto 3 titoli italiani individuali sui 400 m (uno all'aperto e due indoor) e 13 titoli italiani con le staffette (4×100, 4×200 e 4×400).

## Record nazionali

### Seniores
- Staffetta 4 x 400: 3'07"6 ( Tokio, 20 ottobre 1964) con Salvatore Morale, Sergio Bello e Roberto Frinolli
- Staffetta 4 x 400: 3'06"5 ( Budapest, 4 settembre 1966) con Furio Fusi, Roberto Frinolli e Sergio Bello
- Staffetta 4 x 400: 3'05"8 ( Brescia, 21 luglio 1968) con Furio Fusi, Sergio Bello e Sergio Ottolina
- Staffetta 4 x 200 per squadre di club: 1'23"6 ( Milano, 2 ottobre 1971) con Calvo, Ennio Preatoni e Sergio Bello
- Staffetta 4 x 400 per squadre di club: 3'11"1 ( Roma, 15 giugno 1968) con Antonio Palaro, Sergio Bello e Furio Fusi
- Staffetta 4 x 400 per squadre di club: 3'09"2 ( Milano, 2 luglio 1969) con Sergio Bello, Furio Fusi e Claudio Trachelio
- 200 metri indoor: 22"6 ( Genova, 10 gennaio 1971)
- 400 metri indoor: 49"0 ( Genova, 22 marzo 1970)

## Palmarès
| Anno | Manifestazione  | Sede            | Evento            | Risultato | Prestazione | Note                     |
| ---- | --------------- | --------------- | ----------------- | --------- | ----------- | ------------------------ |
| 1964 | Giochi olimpici | Tokyo           | 4×400 m           | Batteria  | 3'07"6      | Record nazionale         |
| 1965 | Universiadi     | Budapest        | 4×400 m           | Oro       | 3'08"5      | Record delle Universiadi |
| 1965 | Coppa Europa    | Roma            | 4 x 400           | 2º        | 3'08"1      | Semifinale Coppa Europa  |
| 1966 | Europei indoor  | Dortmund        | Staffetta svedese | Argento   | 3'22"2      |                          |
| 1966 | Europei         | Budapest        | 4 x 400           | 6º        | 3'06"5      | Record nazionale         |
| 1967 | Coppa Europa    | Ostrava         | 4 x 400           | 2º        | 3'08"1      | Semifinale Coppa Europa  |
| 1978 | Europei master  |                 | 100 m piani M35   | Oro       | 11"65       |                          |
| 1978 | Europei master  | 200 m piani M35 | Oro               | 23"35     |             |                          |
| 1979 | Mondiali master | Hannover        | 200 m piani M40   | Bronzo    | 22"62       |                          |
| 1979 | Mondiali master | Hannover        | 400 m piani M40   | Oro       | 49"57       |                          |
| 1980 | Europei master  | Helsinki        | 200 m piani M40   | Oro       | 22"99       |                          |
| 1980 | Europei master  | Helsinki        | 400 m piani M40   | Oro       | 50"22       |                          |

## Campionati nazionali
- 1 volta campione nazionale assoluto dei 400 metri piani (1964)
- 2 volte campione nazionale assoluto indoor dei 400 metri piani (1970, 1971)
- 2 volte campione nazionale assoluto della 4×100 metri (1963, 1968)
- 1 volta campione nazionale assoluto della 4×200 metri (1971)
- 10 volte campione nazionale assoluto della 4×400 metri (1962-1971)

1962
- Oro ai campionati italiani assoluti, 4×400 m - 3'16"5 - Gruppo Sportivo Fiamme Oro (Mazza, Bianchi, Rosso, Montanari)

1963
- Oro ai campionati italiani assoluti, 4×100 m - 41"7 - Gruppo Sportivo Fiamme Oro (Nobili, Bianchi, Cazzola, Mazza)
- Oro ai campionati italiani assoluti, 4×400 m - 3'14"0 - Gruppo Sportivo Fiamme Oro (Mazza, Bianchi, Rosso, Tomaello)

1964
- Oro ai campionati italiani assoluti, 400 m piani - 48"0
- Oro ai campionati italiani assoluti, 4×400 m - 3'15"3 - Foot Ball Club Lilion Snia Varedo (Reggiani, Bianchi, Sardi, Galopin)

1965
- Oro ai campionati italiani assoluti, 4×400 m - 3'13"7 - Foot Ball Club Lilion Snia Varedo (Reggiani, Bianchi, Sardi, Bello)

1966
- Oro ai campionati italiani assoluti, 4×400 m - 3'14"5 - Foot Ball Club Lilion Snia Varedo (Reggiani, Bianchi, Sardi, Bello)

1967
- Oro ai campionati italiani assoluti, 4×400 m - 3'13"9 - Foot Ball Club Lilion Snia Varedo (Palaro, Bianchi, Fusi, Bello)

1968
- Oro ai campionati italiani assoluti, 4×100 m - 41"0 - Foot Ball Club Lilion Snia Varedo (Agostoni, Bianchi, Sguazzero, Preatoni)
- Oro ai campionati italiani assoluti, 4×400 m - 3'17"6 - Foot Ball Club Lilion Snia Varedo (Reggiani, Bianchi, Fusi, Bello)

1969
- Oro ai campionati italiani assoluti, 4×400 m - 3'12"8 - Foot Ball Club Lilion Snia Varedo (Trachelio, Bianchi, Fusi, Bello)

1970
- Oro ai campionati italiani assoluti indoor, 400 m piani - 49"0
- Oro ai campionati italiani assoluti, 4×400 m - 3'13"9 - Lilion Snia (Trachelio, Bianchi, Marinone, Fusi)

1971
- Oro ai campionati italiani assoluti indoor, 400 m piani - 49"5
- Oro ai campionati italiani assoluti, 4×200 m - 1'23"6 - Lilion Snia (Calvo, Preatoni, Bianchi, Bello)
- Oro ai campionati italiani assoluti, 4×400 m - 3'11"2 - Lilion Snia (Castelli, Bianchi, Fusi, Bello)

## Top 20 e progressione stagionale
La Top 20 inizia con un 47"4 (Italia Spagna - Viareggio - 19.08.67 - 4º) e termina con 48"2 (Trofeo Caduti Universitari - Milano - 18.06.61 - 2º) e copre un arco di 11 anni. La Top 10 termina con 47"8 (VII MemorialZauli - Roma - 16.05.70 - 6º) e copre un arco di 7 anni.
Per quanto riguarda la progressione stagionale, trascurando i primi anni in cui si dedicò prevalentemente ai salti (il primo 400 venne corso in 51"2 durante un decathlon nel 1959) questa inizia da 48"2 (Trionfo Caduti Universitari - Milano - 5.05.1961 - 2º) e termina (per il periodo di maggior fulgore)  ancora con 48"2 (Meeting Internazionale - Varese - 15.06.72 - 3º). Dal 1964 al 1971 il suo tempo fu inferiore a 48" che rappresentava l'eccellenza in Italia. Atleta longevo, ancora nel 1978, al CUS Genova nella duplice veste di allenatore e atleta, corse in 48"8 (C.d.S. - Genova - 27.05.78 - 1º).
Oltre ai top 20 riportati, corse in 48"2 per altre 6 volte, in 48"3 per 8 volte, in 48"4 per 7 volte, in 48"5 per 9 volte e altre 25 volte sotto i 49".

### 400 m - Progressione stagionale
| Stagione | Misura | Luogo      | Data  | Circostanza agonistica                                      |
| -------- | ------ | ---------- | ----- | ----------------------------------------------------------- |
| 1959     | 51"2   | Genova     | 08-11 | Decathlon regionale                                         |
| 1960     | 50"2   | Genova     | 03-04 | Riunione regionale                                          |
| 1961     | 48"2   | Milano     | 18-06 | Trofeo Caduti Universitari - 2º                             |
| 1962     | 48"3   | Novara     | 27-05 | Riunione Interregionale - 3º                                |
| 1963     | 48"3   | Milano     | 05-05 | Trofeo Caduti Universitari - 3º                             |
| 1964     | 47"8   | Saarbruken | 21-06 | Incontro Italia - Germania - 4º                             |
| 1965     | 47"5   | Napoli     | 25-09 | Triangolare Italia - Finlandia - Romania - serie extra - 1º |
| 1966     | 47"7   | Celjie     | 15-08 | Triangolare Italia - Jugoslavia - Bulgaria - 2º             |
| 1967     | 47"4   | Viareggio  | 19-08 | Incontro Italia - Spagna - 4º                               |
| 1968     | 47"5   | Trieste    | 07-07 | Campionati italiani assoluti - 4º                           |
| 1969     | 47"9   | Zurigo     | 04-07 | Meeting Internazionale - 3ª - 1ª serie                      |
| 1970     | 47"8   | Roma       | 16-05 | VII Memorial Zauli - 6º                                     |
| 1971     | 47"7   | Roma       | 08-07 | Campionati Italiani Assoluti - 6º                           |
| 1972     | 48"2   | Varese     | 15-06 | Meeting Internazionale - 3º                                 |
| 1974     | 48"5   | Milano     | 19-05 | Pasqua dell'Atleta - 4º - 1ª serie                          |
| 1975     | 48"4   | Viareggio  | 13-06 | C.d.S. Finale "B" - 1º                                      |
| 1976     | 49"9   | Genova     | 08-05 | C.d.S. fase regionale - 1º                                  |
| 1978     | 48"8   | Genova     | 27-05 | C.d.S. fase regionale - 1º                                  |
| 1979     | 49"57  | Hannover   | 01-08 | Campionati Mondiali Master - 1º                             |

### 400 m - TOP 20
| Stagione | Misura | Luogo         | Data  | Circostanza agonistica                                        |
| -------- | ------ | ------------- | ----- | ------------------------------------------------------------- |
| 1967     | 47"4   | Viareggio     | 19-08 | Incontro Italia - Spagna - 4º                                 |
| 1965     | 47"5   | Napoli        | 25-09 | Triangolare Italia - Finlandia - Romania - 2º                 |
| 1968     | 47"5   | Trieste       | 07-07 | Campionati italiani assoluti - 4º                             |
| 1966     | 47"7   | Celjie        | 15-08 | Triangolare Italia - Jugoslavia - Bulgaria - serie extra - 1º |
| 1968     | 47"7   | Roma          | 16-06 | Coppa Italia Finale Nazionale - 4º                            |
| 1968     | 47"7   | Siena         | 28-07 | Meeting Internazionale dell'Amicizia - 3º                     |
| 1971     | 47"7   | Roma          | 08-07 | Campionati Italiani Assoluti - 6º                             |
| 1964     | 47"8   | Saarbruken    | 21-06 | Incontro Italia - Germania - 4º                               |
| 1965     | 47"8   | Grosseto      | 27-07 | Meeting Internazionale "Città di Grosseto " - 1º              |
| 1970     | 47"8   | Roma          | 16-05 | VII Memorial Zauli - 6º                                       |
| 1964     | 47"9   | Annecy        | 18-07 | Incontro Italia - Francia - 3º                                |
| 1966     | 47"9   | Annecy        | 15-05 | Incontro Italia - Francia universitari - 4º                   |
| 1969     | 47"9   | Zurigo        | 04-07 | Meeting Internazionale - 3ª - 1ª serie                        |
| 1964     | 48"0   | Milano        | 29-06 | Campionati Italiani Assoluti - 1º                             |
| 1965     | 48"0   | Vercelli      | 11-09 | Riunione interregionale - 1º                                  |
| 1966     | 48"0   | Ascoli Piceno | 04-08 | Trofeo nazionale S.Emidio - 1º                                |
| 1967     | 48"0   | Torino        | 02-06 | Meeting Universitario ITA - FRA - URSS - 2º                   |
| 1965     | 48"1   | Roma          | 04-09 | II Memorial Zauli - 3º                                        |
| 1966     | 48"1   | Firenze       | 10-07 | Campionati Italiani Assoluti - 4º                             |
| 1961     | 48"2   | Milano        | 18-06 | Trofeo Caduti Universitari - 2º                               |